# Eugenio C
Eugenio C. foi um navio, ícone de um período da navegação transatlântica, que durante 40 anos percorreu os mares com seu nome original e com outros três similares, que se alternaram até ser desmontado em um estaleiro de Alang, na Índia .
Houve uma tentativa de manter o navio como museu no porto de Gênova, na Itália mas o projeto não foi posto em prática.

## História
Lançado ao mar em 21 de Novembro de 1964, o Eugenio C. fez a viagem inaugural com membros da família Costa, italianos donos da companhia Linea C. Em 31 de Agosto de 1966 o Eugenio C. partiu do porto de Gênova com destino a Buenos Aires em viagem inaugural, durante quase 30 anos percorreu a rota entre Europa e América do Sul.
Em 1986 a partir de uma reestruturação nasce a Costa Crociere S.p.A. A partir desse momento, o Sobrenome COSTA aparece, por extenso, nas partes laterais dos navios.
Em 1987 nos estaleiros Mariotti, Genoa foi adicionado um teatro e melhoras nas suas turbinas. Permaneceu como Eugenio Costa durante 10 anos, até a viagem final em 1996 pela companhia italiana.

## Edinburgh Castle
Em 1997 foi alugado para a companhia estadunidense  Direct Cruises e  foi rebatizado como Edinburg Castle.
Porém em 1999 a empresa foi a falência após a baixa lotação e o Edinburg Castle foi posto à venda no mesmo ano.

## The Big Red Boat II
Em 1999, comprado pela Premier Cruise, O casco foi pintado de vermelho e ganhou nome de The Big Red Boat II . Porém a companhia faliu em 2000.
Após a falência ele ficou parado em Freeport (Bahamas). O navio deteriorou por conta do abandono, o mobiliário foi se perdendo com o tempo e acabou vendido para sucata em Alang na Índia no final de 2005. Em 2006 começou a ser cortado em pedaços e no mesmo ano seu desmanche foi concluído.